# Лиоминстър (Масачузетс)
Лиоминстър (на английски: Leominster) е град в окръг Устър, Масачузетс, Съединени американски щати. Основан е през 1653 и е разположен на река Нашуа. Населението му е 41 615 души (по приблизителна оценка от 2017 г.).
В Лиоминстър е роден писателят Робърт А. Салваторе (р. 1959).